# Ko-Shamo
Il Ko-Shamo è una razza di pollo di origine giapponese. La traduzione letterale del nome significa  gallo combattente nano. Viene allevato come razza ornamentale, è molto predisposto alla cova e non produce un'enorme quantità di uova.

## Varietà
Di questo particolare gallo ne esistono due varietà: il ko shamo e il ko guinkei, il secondo è di origine tedesca. La seconda varietà è dovuta agli incroci di razza avvenuti in Europa, da parte degli allevatori. Questa razza viene riconosciuta in paesi come Germania e Paesi Bassi, mentre in Francia vengono riconosciute come due razze distinte sia il ko shamo che il ko guinkei. Di fatto si pensa che sia lo shamo che il guikei siano la stessa razza.

## Caratteristiche
La caratteristica principale è il corpo eretto, questa razza particolare, presenta tratti ben definiti di fatto è perfettamente diviso in un terzo corpo, un terzo testa e collo e un terzo zampe. Presenta uno sguardo aggressivo con un becco corto e forte.

## Peso
| Peso    | Minimo | Massimo |
| ------- | ------ | ------- |
| Gallo   | 0,8 Kg | 1 Kg    |
| Gallina | 0,6 Kg | 0,8 Kg  |

## Uova
Le uova presentano una colorazione che varia fra il color bianco e il colo crema. In genere sono molto piccole e presentano un peso minimo di 30 grammi.